# Megaloptidia saulensis
Megaloptidia saulensis là một loài Hymenoptera trong họ Halictidae. Loài này được Engel & Brooks mô tả khoa học năm 1998.